# Hyper Music / Feeling Good
«Hyper Music/Feeling Good» — девятый сингл британской альтернативной рок-группы Muse, и четвёртый из их второго альбома, Origin of Symmetry. Был выпущен на 7" виниле и двух CD с композицией «Shine» и кавером на песню The Smiths «Please Please Please Let Me Get What I Want» 19 ноября 2001.
«Hyper Music» написана Мэттью Беллами. «Feeling Good» была написана Лесли Брикассом и Энтони Ньюли для мюзикла The Roar of the Greasepaint — The Smell of the Crowd, самый известный вариант исполнения этой песни принадлежит Нине Симон. «Feeling Good» заняла пятое место в списке каверов по версии Total Guitar в 2008 году.

## Список композиций
7" винил
1. «Hyper Music» — 3:20
2. «Feeling Good» — 3:19

«Hyper Music/Feeling Good»
CD1:
1. «Hyper Music» — 3:20
2. «Feeling Good» (концертная запись) — 3:01
3. «Shine» — 3:16
4. «Hyper Music» (клип) — 3:20

CD2:
1. «Feeling Good» — 3:19
2. «Hyper Music» (концертная запись) — 3:31
3. «Please, Please, Please Let Me Get What I Want» (The Smiths cover) — 1:58
4. «Feeling Good» (клип) — 3:19

Benelux CD1:
1. «Feeling Good» — 3:19
2. «Shine» — 3:16
3. «Feeling Good» (концертная запись) — 3:01
4. «Feeling Good» (клип) — 3:19

Benelux CD2:
1. «Hyper Music» — 3:20
2. «Please Please Please Let Me Get What I Want» (The Smiths cover) — 1:58
3. «Hyper Music» (концертная запись) — 3:31
4. «Hyper Music» (клип) — 3:20